# Declinació magnètica

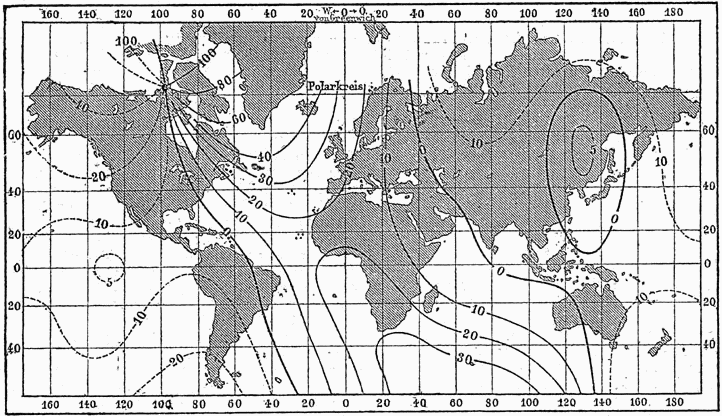
Mapa mostrant les línies isogòniques (d'igual declinació magnètica) entre els anys 1590 i 1950.

La declinació magnètica en qualsevol punt de la terra és l'angle comprès entre el camp magnètic terreste local i l'adreça del nord veritable. En altres paraules, és la diferència entre el nord geogràfic i l'indicat per una brúixola (denominat de vegades com a nord magnètic). La declinació és considerada de valor positiu quan el nord magnètic es troba a l'est del nord veritable, i viceversa quan es troba a l'oest.

El terme variació magnètica és equivalent, i és emprat en algunes formes de navegació, entre elles l'aeronàutica. Les corbes d'igual valor de declinació magnètica es denominen corbes Isogòniques; entre elles, aquelles que posseeixen un valor nul es denominen corbes agòniques (una brúixola situada en una posició compresa en una corba agònica apuntarà necessàriament al nord veritable, ja que la seua declinació magnètica és nul·la). 

Declinació magnètica.

## Canvi de la declinació en el temps i en l'espai
La declinació magnètica no és sempre d'igual valor; depèn del lloc en el qual se situe, arribant a variar sensiblement d'un lloc a un altre. Per exemple, un viatger que es moga des de la costa oest dels Estats Units a la costa est pot patir una variació de la declinació magnètica de prop de vint a trenta graus. El valor de la declinació magnètica varia, a més, al llarg del temps. D'aquesta forma, per exemple: una brúixola col·locada en el centre de Pàdua en 1796 no marca el mateix valor que si es col·loca exactament en el mateix lloc en l'actualitat. En la majoria dels llocs la variació és deguda al flux intern del nucli de la terra. En alguns casos es deu a dipòsits subterranis de ferro o magnetita en la superfície terrestre, que contribueixen fortament a la declinació magnètica. De manera similar, els canvis seculars en el flux intern del nucli terrestre fan que hi haja un canvi en el valor de la declinació magnètica al llarg del temps en un mateix lloc.
La declinació magnètica a una àrea donada canvia molt lentament depenent de com d'allunyat que hom es trobe dels pols magnètics, i pot arribar a mostrar una velocitat de canvi d'entre 2 i 25 graus per cada cent anys. Aquest canvi, que resulta insignificant per a la majoria dels viatgers, pot ser important per als estudis dels vells mapes.

## Determinació de la declinació magnètica
Existeixen diferents formes de determinar la declinació magnètica per a una localització determinada: 
- Mitjançant diagrames
  - Sobre alguns dels mapes de navegació, o fins i tot en els mapes topogràfics, es pot veure la relació existent entre el nord veritable i el magnètic generalment en la quadrícula corresponent a la zona representada. La representació sol ser una fletxa (en els mapes en anglès sol indicar-se com "MN" - Magnetic North) i el nord geogràfic (una fletxa amb una estrella de cinc puntes en la part superior), indicant en una etiqueta el valor de la separació entre ambdues direccions, en graus, minuts i segons.
- Com un valor numèric entre ambdues adreces.
  - Per exemple, "15° O" podrien indicar que el nord magnètic cau a 15 graus respecte de l'adreça que apunta el nord geogràfic contats en sentit de les agulles del rellotge.
  - Mitjançant les corbes d'igual declinació magnètica o corbes isogòniques que apareixen freqüentment en els mapes aeronàutics i nàutics.
- En aquests diagrames, quan s'indica el valor de forma positiva, s'entén que s'afig en el sentit de les agulles del rellotge al nord veritable, i si és negatiu es fa el mateix en el sentit contrari a les agulles del rellotge.
  - Per exemple, un valor com "-15°" indicarà que és el mateix valor que "15° O", tal com es va esmentar anteriorment.

Existeixen regles mnemotècniques per a aprendre la forma en la qual es deu fer l'operació. En anglès tenen: "east is least, west is best". Emprant aquesta frase, la direcció magnètica és menor que la del nord veritable si la declinació és cap a l'est, i major si mira cap a l'oest.

## Esbrinar el valor de la declinació
La declinació magnètica pot consultar-se des de molt antic en mapes, però convé mirar en aquest cas la data d'impressió d'aquests, ja que pot haver canviat, i la probabilitat que ocórrega és creixent si el mapa és antic. També es pot consultar un mapa especialitzat de corbes isogòniques i interpolar el valor de la zona en qüestió. Avui dia alguns receptors GPS proporcionen valors, tant per a esbrinar el nord veritable com el magnètic.
De forma més rudimentària, podem trobar la declinació de la següent manera: 
- Si clavem un pal en el sòl simulant un rellotge de sol, formant un angle de 90°, l'ombra més curta que projecte serà la que ens indique el nord geogràfic. Si consultem la brúixola i assenyalem el nord magnètic, obtindrem un nou angle. Als graus del rumb se li restarien els de la declinació, també anomenada azimut.